# Malommo
Malommo è una raccolta del 2003 di Mario Merola.

## Tracce
- Quant'anne ammore
- Dicite all'avvocato
- Malommo
- Femmena nera
- Amice
- L'urdemo bicchiere
- So' nnato Carcerato
- S'è cagnata 'a scena
- Quattro mura
- Velo niro
- Nun ce sarà dimane
- Gelusia d'ammore
- Tu me lasse
- L'urdema buscia